# 市川憲和
市川 憲和（いちかわ のりかず、1940年1月2日 - 2021年11月21日）は、日本の実業家、情報技術者。株式会社デジタル・インフォメーション・テクノロジー創業者・名誉会長。

## 人物・来歴
愛媛県大洲市出身。1968年東京理科大学理学部二部数学科卒業後、日本電信電話公社入社。プログラマーの資格を取得し、1976年データ通信システム（のちのDTS）入社。1996年東洋インフォネットを設立し、同社代表取締役社長に就任。2002年東洋アイティーホールディングスを設立し、同社代表取締役社長に就任。2006年にはデジタル・インフォメーション・テクノロジーへ社名を変更し、2015年には東京証券取引所JASDAQに上場させ、2017年に東京証券取引所一部への市場変更を果たした。2018年デジタル・インフォメーション・テクノロジー代表取締役会長に就任し、後任の代表取締役社長には長男の市川聡が就任した。2021年デジタル・インフォメーション・テクノロジー名誉会長。同年逝去。